# Amt Sydangel
Amt Sydangel (tysk: Amt Südangeln) er et amt i det nordlige Tyskland, beliggende i den sydlige del af Kreis Slesvig-Flensborg. Kreis Slesvig-Flensborg ligger i den nordlige del af delstaten Slesvig-Holsten (i Sydslesvig). Administrationen i amtet er beliggende i byen Bøglund.
Amt Sydangel har sit navn fra landskabet Angel og blev oprettet den 1. januar 2007.

## Kommuner i amtet
1. Bøglund (ty. Böklund)
2. Brodersby
3. Goltoft
4. Havetoft
5. Isted (Idstedt)
6. Klapholt (Klappholz)
7. Ny Bjernt (Neuberend)
8. Nybøl (Nübel)
9. Skålby (Schaalby)
10. Stolk
11. Strukstrup (Struxdorf)
12. Sønder Farensted (Süderfahrenstedt)
13. Torsted (Taarstedt)
14. Tolk
15. Tved (Twedt)
16. Ølsby (Uelsby)